# Марко Миљанов (ТВ филм)
„Марко Миљанов” је југословенски ТВ филм из 2000. године. Режирао га је Славко Ковачевић а сценарио је написао Новак Килибарда.

## Улоге
| Глумац                | Улога            |
| --------------------- | ---------------- |
| Михаило Миша Јанкетић | Марко Миљанов    |
| Свјетлана Кнежевић    |                  |
| Слободан Маруновић    | Благота Ераковић |
| Мило Мирановић        |                  |
| Драгица Томаш         |                  |